# 팔조르 타망

팔조르 타망(Palzor Tamang, 1993년 2월 22일 ~ )은 인도의 크리켓 선수이다. 그는 2018-19 비제이 하자레 트로피에서 2018년 9월 20일 싸이키므팀(Sikkim)으로부터 리스트 A 데뷔를 했다. 2018-19 라안지 트로피에서 2018년 11월 1일 싸이키므팀으로부터 최초의 클래스 데뷔를 했다. 2018-19 시드 무슈타크 알리 트로피에서 2019년 2월 21일 싸이키므팀으로부터 T20 데뷔를 했다. 2020년 1월에는 그는 2019-20 라안지 트로피에서 마니푸르팀(Manipur)과의 경기에서 싸이키므팀 선수 중 최초로 클래스 크리켓에서 5개의 토마을을 잡는 기록을 세우기도 했다.